# Gesamtbetriebsrat
Der Begriff Gesamtbetriebsrat ist in § 47 Abs. 1 Betriebsverfassungsgesetz (BetrVG) beschrieben: „Bestehen in einem Unternehmen mehrere Betriebsräte, so ist ein Gesamtbetriebsrat zu errichten.“
Die gesetzliche Grundlage ergibt sich hierfür in Deutschland aus den §§ 47–53 (BetrVG). 
Das Bestehen mehrerer Betriebsräte kommt in Betracht, wenn 
- das Unternehmen mehrere selbstständige Betriebe unterhält,
- ein Betriebsteil nach § 4 Abs. 1 als selbständiger Betrieb gilt, etwa weil der Betriebsteil räumlich weit vom Hauptbetrieb entfernt liegt oder durch Aufgabenbereich und Organisation eigenständig ist oder
- in einem Tarifvertrag gemäß § 3 vereinbart ist, dass in einem Betrieb mehr als ein Betriebsrat zu bilden ist (was beispielsweise bei einer Spartenorganisation in Betracht kommen kann).

## Zuständigkeit
Der Gesamtbetriebsrat ist originär zuständig, wenn eine Angelegenheit das gesamte Unternehmen oder wenigstens mehrere Betriebe betrifft und nicht durch die einzelnen Betriebsräte innerhalb ihrer Betriebe geregelt werden kann, also eine unternehmenseinheitliche oder betriebsübergreifende Regelung objektiv zwingend erforderlich ist (vgl. § 50 Absatz 1 BetrVG). Dieses kann sich aus technischen oder rechtlichen Gründen ergeben.
Eine Zuständigkeit des Gesamtbetriebsrat besteht auch, wenn ein Betriebsrat eine in seinen Zuständigkeitsbereich fallende Angelegenheit an den Gesamtbetriebsrat nach § 50 Absatz 2 BetrVG delegiert hat. 
Im Bereich der freiwilligen Mitbestimmung kann sich die Zuständigkeit des Gesamtbetriebsrates auch, abweichend von den vorgenannten Voraussetzungen, durch die mangelnde Bereitschaft des Arbeitgebers zu einzelbetrieblichen Regelungen ergeben. Dann liegt aus Sicht der einzelnen Betriebsräte eine „subjektive Unmöglichkeit der einzelbetrieblichen Regelung“ vor. Davon ist auszugehen, wenn der Arbeitgeber im Bereich der freiwilligen Mitbestimmung zu einer Maßnahme, Regelung oder Leistung nur betriebsübergreifend bereit ist. Wenn der Arbeitgeber mitbestimmungsfrei darüber entscheiden kann, ob er eine Leistung überhaupt erbringt, kann er sie von einer überbetrieblichen Regelung abhängig machen und so die Zuständigkeit des Gesamtbetriebsrats für den Abschluss einer entsprechenden Betriebsvereinbarung herbeiführen.

## Organisation
Der Gesamtbetriebsrat ist den einzelnen Betriebsräten nicht übergeordnet. Er wird aus entsandten Mitgliedern der Betriebsräte gebildet. Endet die Mitgliedschaft im Betriebsrat, so endet sie auch im Gesamtbetriebsrat. Der Gesamtbetriebsrat selbst hat keine begrenzte Amtszeit wie der Betriebsrat, ist also eine Dauereinrichtung. Jedes Mitglied des Gesamtbetriebsrates hat gemäß § 47 Abs. 7 ein Depotstimmrecht, das heißt, sein Votum zählt so viele Stimmen, wie in dem Betrieb, in dem es gewählt wurde, Wahlberechtigte in der Wählerliste eingetragen sind. Entsendet ein Betriebsrat mehrere Mitglieder, so wird das Stimmendepot anteilig aufgeteilt. Jedes Mitglied im Gesamtbetriebsrat kann seine Stimmen nur einheitlich abgeben. Das gilt selbst dann, wenn es mehrere Betriebsräte vertritt, die unterschiedliche Auffassungen in der zur Abstimmung gestellten Frage vertreten.

## Gesamt- oder Konzern-Jugend- und Auszubildendenvertretung
Die Gesamt- oder Konzern-Jugend- und Auszubildendenvertretung ist eine Interessenvertretung, die auf der überbetrieblichen Ebene eines Unternehmens oder Konzerns agiert. Sie besteht aus den Jugend- und Auszubildendenvertretern verschiedener Betriebe innerhalb des Unternehmens oder Konzerns, die in diese Gremien gewählt und entsandt wurden. Hier setzt sich die Gesamt- und Konzern-JAV für die Belange und Rechte der Auszubildenden und jungen Beschäftigten auf übergeordneter Ebene ein. Gegenüber dem Arbeitgeber vertritt der Gesamtbetriebsrat die Anliegen der Gesamt-Jugend- und Auszubildendenvertretung. Die Gesamt-Jugend- und Auszubildendenvertretung kann zu allen Sitzungen des Gesamtbetriebsrats einen Vertreter entsenden.